# Point de Bute
Point de Bute é uma cidade em New Brunswick, Canadá.
É o local de nascimento do às da aviação da Primeira Guerra Mundial Albert Desbrisay Carter e do cientista Edwin H. Colpitts.